# Tokkuztara
Tokkuztara, även känd som Gongliu, är ett härad som lyder under den autonoma prefekturen Ili i Xinjiang-regionen i nordvästra Kina. Det ligger omkring 410 kilometer väster om regionhuvudstaden Ürümqi.